# Sindacato della Reggenza
Il Sindacato della Reggenza fu istituito a San Marino nel 1499. Tre giorni prima della fine del mandato dei capitani reggenti i cittadini possono esporre rilievi sulla loro attività all'Istituto del Sindacato della Reggenza: qualora si ravvisino i presupposti, è possibile iniziare un procedimento giudiziario contro l'ex Capo di Stato in questo speciale tribunale chiamato appunto Sindacato della Reggenza, ove gli ex-capitani verranno giudicati per il loro operato, sulla base dei ricorsi presentati, per tutto ciò che durante il mandato hanno fatto o non hanno fatto. 
È stato convocato in via straordinaria nel 1944 per giudicare i capitani reggenti del fascismo sammarinese. 
Il Sindacato della Reggenza non riconosce la giurisdizione della Corte internazionale di giustizia.